# Uropi
Uropi é uma língua artificial criada por Joël Landais, um professor de francês e inglês. Uropi é uma síntese de línguas europeias, explicitamente baseada na raízes comuns das línguas indo-europeias tem como objetivo ser usado como uma língua auxiliar para a Europa, contribuindo assim para a construção de um Identidade europeia. Além disso, dada a disseminação das línguas indo-europeias fora da Europa (hoje metade da população mundial fala uma língua I-E), poderia ser uma língua internacional para o mundo.
A criação do Uropi foi iniciada em 1986; desde então, sofreu certas modificações; seu vocabulário continua crescendo (o dicionário Francês-Uropi tem mais de 10.000 palavras).
Uropi tornou-se conhecido na Europa no início dos anos 1990.

Bandeira Uropi)

## Criador

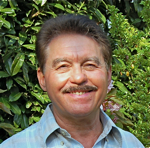
Joël Landais, Criador do Uropi

Depois de estudar línguas na Universidade de Orleães, depois na Sorbonne e na  École Normale Supérieure  em Paris, Joël Landais obteve o diploma Agrégation em inglês. Ele fala francês, inglês, italiano, espanhol, alemão e tem um conhecimento prático de grego moderno e russo. Hoje, ele ensina inglês em uma faculdade Chartres. Paralelamente à formação linguística, as suas viagens pela Europa, Senegal, Magrebe, Egito, México, ex-URSS, Vietnã e Índias Ocidentais, juntamente com a paixão pelas línguas, levaram-no a criar Uropi.

## Ortografia e Fonologia
| Maiúsculas  | A | B | C | D | E | F | G  | H | I | J | K | L | M | N | O | P | R | S | T | U | V | W | X | Y | Z | Ʒ |
| Minúsculas  | a | b | c | d | e | f | g  | h | i | j | k | l | m | n | o | p | r | s | t | u | v | w | x | y | z | ʒ |
| fonemas IPA | a | b | ʃ | d | e | f | 'g | h | i | j | k | l | m | n | o | p | r | s | t | u | v | w | x | y | z | ʒ |

O alfabeto Uropi tem 26 letras, as 26 letras do alfabeto latino básico ISO menos q, mais a letra ʒ, que vem do alfabeto fonético internacional. Cada letra corresponde a um som e cada som a uma letra.
Todas as consoantes são pronunciadas como em inglês, exceto
- c = [ʃ], que é sempre pronunciado como  sh
- g = g, que é sempre pronunciado como em "gato"
- j = [j], que é pronunciado como y em "you" ou "boy" em inglês
- ʒ = [ʒ] que é pronunciado como z em "prazer, zebra, lazer"
- r = [r], que é definido como em italiano, espanhol
- s = [s], que é sempre pronunciado como  s  em "sapo" ou  ss  em ' 'osso '", e nunca como z.
- x = [x], usado em nomes estrangeiros,
- y = [y], usado em nomes estrangeiros,

As vogais  a, e, i, o, u  são pronunciadas como em italiano ou espanhol:  casa, solo, vino, luna, pepe . A tonicidade normalmente recai na raiz principal. Por exemplo, em  apkebo  = decapitar, a ênfase recai sobre  keb  = cabeça. No entanto, alguns sufixos (como  -èl  indicando um instrumento) e a desinência  -ì  para o passado são sempre enfatizados; quando dois ou mais sufixos são combinados, a ênfase sempre recai sobre o penúltimo sufixo (o último, exceto um). A tônica é marcada com um acento escrito (à è ì ò ù) na vogal tônica quando cai na última sílaba. Por exemplo:  kotèl, perì, fotò, menù  = "faca, carregada, foto, menu"

## Vocabulário
As raízes linguísticas podem ser divididas em três categorias:

### Indo-Europeias
Em primeiro lugar, o Uropi propõe-se a ser uma maneira de recriar certa unicidade entre as línguas indo-europeias. Com esse objetivo, muitas raízes de Uropi correspondem a raízes indo-europeias comuns que foram simplificadas, em sua pronúncia e extensão (muitas vezes as raízes de Uropi têm uma ou duas sílabas). Assim, mãe é  mata  (do indo-europeu:  mātēr * ); sol é  sol  (do indo-europeu:  sāwel * ). Essa simplificação corresponde à evolução natural das raízes indo-europeias que deram origem às palavras que são usadas hoje nas línguas I-E modernas. Assim,  mata  corresponde ao Hindi  mata, sol  ao espanhol, português, galego e escandinavo sol .

### Raízes "híbridas"
Quando não existe uma raiz indo-europeia comum ou quando existem várias raízes para expressar a mesma realidade em várias línguas, Uropi pode usar palavras "híbridas", cruzando duas raízes diferentes retiradas de línguas diferentes de modo a criar o termo mais facilmente reconhecível para falantes do maior número de línguas indo-europeias. Assim, em  liamo , para amar, o  li-  vem das germânicas e línguas eslavas (cf  alemão ' 'lieben' 'e  Russo' 'liubit' '), e o' '-am' ', das línguas românicas (' 'amo, amare, amar' '); ou em  mando, mão, o ma- vem das românicas e o -e, de germânicas. Esse processo não é tão artificial quanto parece à primeira vista: foi observado em línguas naturais, por exemplo, o  francês  haut  (alto) vem do cruzamento entre os antigos pe.  aut  (do latim  altus ) e do antigo Frankish (franco)  hōh . Também tem sido usado deliberadamente em línguas como o inglês para formar novas palavras: "palavra-valise", por exemplo, o famoso "smog" de Londres vem do cruzamento de fumaça e névoa. Mencionemos também as palavras  'franglais' '(Fr =' 'français' '+' 'anglais' '),' 'denglisch' '(Ger. =' 'Deutsch' '+ inglês),' 'spanglish' '(EUA = espanhol + inglês). Essas palavras "híbridas" representam apenas 3% do vocabulário Uropi.

### Palavras internacionais
Uropi também usa muitas palavras que já são "internacionais", como  taksì, skol  (escola),  ônibus, arte, matc  (correspondência),  polìz  (polícia),  simfonij ' '(sinfonia) e' 'tabàk' '(tabaco).

### Compostos
Como muitas outras línguas artificiais, Uropi usa muitos compostos], combinando duas raízes, ou usando prefixos e sufixos
Entre os primeiros, encontram-se os seguintes exemplos:  lucitòr , "farol", de  luc , "luz" e  tor , "torre"; ou, com  sopo , "dormir",  sopisàk , "saco de dormir", ou  sopivagòn , "dorminhoco" (trem).
Existem também numerosos exemplos de compostos construídos com prefixos ou sufixos: por exemplo, com  davo , "dar",  disdavo , "distribuir", podem ser formados; com  tel , "objetivo, propósito",  atelo , "terminar em, vir para", podem ser formados; com  breko , "quebrar", e  nós , "fora",  usbreko , "escapar", podem ser formados; com  apel , "maçã",  aplar , "macieira" e  aplaria , "pomar de maçã", podem ser formados.
Na maioria dos casos, esses compostos revelam as raízes e, portanto, o significado do composto. No entanto, alguns desses compostos, mesmo que sigam a etimologia de palavras equivalentes em línguas europeias vivas, têm um significado mais obscuro, um tanto metafórico. Assim,  ruspeko , literalmente "olhar para trás", significa "respeitar"; ou  incepo, literalmente "agarrar, agarrar por dentro", significa "compreender" (uma reminiscência de " 
agarrar (um conceito)").

## Gramática

### Substantivos
Como algumas línguas indo-européias modernas, o Uropi tem uma declinação muito limitada com apenas dois casos] gramaticais: nominativo e genitivo; número gramatical, singular e plural.
Os substantivos Uropi são divididos em três grupos: aqueles que terminam em uma consoante, aqueles que terminam em  -a  e aqueles que terminam em outra vogal.
Entre aqueles que terminam em consoante estão todos os masculinos,  isto é, substantivos que denotam homens ou animais machos:  man: "homem";  kat: "(tom) gato macho".
Esses substantivos recebem um -e no plural; o genitivo singular é marcado com um  -i , e o genitivo plural com  -is :  man, mane, mani, manis  = "homem, homens, do homem, dos homens".
Todos os substantivos femininos, ou seja, substantivos que denotam mulheres ou animais femininos terminam em  -a :  ʒina: "mulher";  kata: "(ela) gata". Esses substantivos recebem um  '-s'  no plural. O  -a  torna-se  -u  no genitivo singular,  -us  no genitivo plural:  gala, galas, galu, galus  = "galinha, galinhas, da galinha, das galinhas".
Todos os outros substantivos são neutros: eles podem igualmente terminar com uma consoante ou com um  -a : por exemplo,  tab : "mesa",  ment : "mente" ou  teatra : "teatro",  centra : "centro". Eles correspondem ao pronome pessoal neutro  je  = "isso".
Os substantivos que terminam com outra vogal são essencialmente palavras "internacionais" como  taksì, eurò, menù . Eles recebem um  -s  no plural, mas nenhuma marca específica no genitivo.

### Adjetivos
Como em inglês, os adjetivos são invariáveis são colocados antes do substantivo que qualificam. Alguns são adjetivos "puros":  bun : "bom";  vale : "verde",  kurti : "curto", outros são derivados de substantivos. Nesse caso, sua forma é idêntica à do genitivo singular:  mani : "varonil, homem";  ʒinu : "feminino, mulher".
Alguns adjetivos quantitativos indefinidos que também são pronomes tomam um  -e  no plural:  mol, mole  = "muito, muitos";  poj, poje  = "pouco, poucos";  tal, tale  = "todo, todos";  ek, eke  = "algum, alguns".

### Pronomes
Pronomes pessoais têm três casos gramaticais: nominativo, acusativo (também usado com todas as preposições) e dativo. Adjetivos possessivos são usados para o genitivo. Como em inglês, há três pronomes na terceira pessoa do singular (masculino:  ele; feminino:  ce;  neutro:  je ), bem como um pronome reflexivo. Por exemplo:  i  = "eu" (nominativo),  ma  = "eu, me" (acusativo),  mo  = "para mim" (dativo),  tu, ta = "para você", etc.
Lista de pronomes pessoais:  i, tu, he, ce, je, nu, vu, lu  = "eu, você  (singular) , ele, ela, isso, nós, vós  (plural e forma educada) , eles". Pronome reflexivo:  sia 

### Verbos
Os verbos Uropi têm os modos indicativo, imperativos, condicionais, bem como numa forma simples um aspecto progressivo, uma forma durativa (contínua) e uma do perfeito.
- Exceto no modo Imperativo, a forma verbal permanece a mesma independentemente da pessoa.
- A desinência do infinitivo é  -o :  jedo : "comer",  sopo : "dormir",  avo : "ter".
- A forma do presente simples é a do radical:  eu jed : "eu como",  tu sop : "você dorme".
- O pretérito simples é formado pela adição de um  -ì  acentuado:  i jedì : "Eu comi",  ele avì : "ele tinha".
- Para formar o tempo futuro usa-se a partícula  ve  com o infinitivo:  i ve jedo : "Vou comer", 've tu sopo?' ': "Você vai dormir? "  lu v'ne veno : "eles não virão".
- O modo condicional é formado pela adição de  -ev 'ao radical:' 'Is i sev fami, i jedev' ': "Se eu tivesse (lit. estivesse) com fome, comeria".
- O perfeito (gramática) | perfeito usa o auxiliar  avo : "ter" e o particípio passado terminando em  -en :  i av jeden : Eu comi,  ce av venen : "ela veio".
- A forma progressiva de aspecto | durativa ( contínua ) usa o auxiliar so : "ser" e o particípio presente, terminando em  -an :  i se jedan : "Estou comendo",  se ele sopan? : "Ele está dormindo? '"
- O imperativo:  jed, jede, jedem : "comer!" (singular / plural), "vamos comer!"
- A voz passiva usa o verbo auxiliar | auxiliar  vido : "obter, tornar-se" e o particípio passado:  De mus vid jeden pa de kat : "O rato é comido pelo gato "

### Numeração
1: un; 2: du; 3: tri; 4: kwer; 5: pin; 6: ses; 7: sep; 8: oc; 9: nev; 10: des; 100: sunte; 1000: tilie. 357: trisunte pindes-sep.
Os ordinais são formados pela adição de -i ou -j (depois da vogal): duj: "2º"; trij: "3º", kweri: "4º", pini: "5º"; com exceção de pri: "primeiro".
Frações são formadas adicionando-se -t aos números: u trit: "um terço", u kwert: "um quarto"; com exceção de mij: "meio".

## Amostras de texto

### Poema
"A Child's Thought", by R. L. Stevenson 
| U Men Kidi | A Child's Thought |
| --- | --- |
| I find sul' imaʒe in mi ment, Ki dragone valgan aròn kastele, Gardine wo un find maʒiki frute; Lovi damas in u tor inkarsen, O perlasen in u fost insaren; Wo galan kwalore rait su ber rijis We se de frontias da landi soinis. I find ja, sa klarim in mi ment Be sep, wan i it a led. Be sep, revos ma vekan, De maʒiki land i cek in van; U sel se stan za wo stì de kastèl, De gardini bod wen u tapìz cel. Nun feja se vadan tra de plor, Bote, ne kwalore, se stan ner de dor, Id wo de blu rije sì flujan ki rikle Num u banar id vodikrùg je ste; I cek de maʒiki land in van Be sep, revos ma vekan. | Encontro essas imagens na minha cabeça: Castelos com dragões rondando, Jardins onde se encontram frutas mágicas; Belas damas presas em uma torre, Ou perdido em um caramanchão encantado; Enquanto galantes cavaleiros cavalgam pelos riachos Que faz fronteira com toda essa terra dos sonhos. Eu encontro, tão claramente na minha cabeça Às sete, quando vou para a cama. Às sete, quando eu acordo novamente, A terra mágica que procuro em vão; Uma cadeira fica onde o castelo franziu a testa, O tapete esconde o chão do jardim, Nenhuma fada tropeça no chão, Botas, e não cavaleiros, flanqueiam a porta, E onde os riachos azuis ondulavam Agora é uma banheira e uma lata de água; Eu procuro a terra mágica em vão Às sete, quando eu acordo novamente. Robert Louis Stevenson |

### Declaração
Tale humane gen lifri id egli in dignid id rege. Lu se indaven ki razòn id kozàv id doʒ akto do unaltem in u spirt fratidi.
Português
Todos os seres humanos nascem livres e iguais em dignidade e direitos. Eles são dotados de razão e consciência e devem agir uns com os outros com espírito de fraternidade. Joël Landais (Artigo 1 da Declaração Universal dos Direitos Humanos)